# Miklós Takács
Pour les articles homonymes, voir Takács.
Miklós Takács (né le 13 septembre 1932 à Budapest et mort le 13 février 2015 à Montréal) est un professeur hongro-canadien, québécois, montréalais, chef de chœur et d'orchestre.

## Biographie
Il fait des études en composition, direction et musicologie, d'abord à Budapest, au Conservatoire Béla-Bartók (1953-1957) et à l'Académie Franz-Liszt (1955-1959), puis à Paris, à la Sorbonne (1963-1964).
Ses professeurs sont entre autres Zoltán Kodály et György Ligeti, puis Nadia Boulanger et Jacques Chailley. Il est professeur au Conservatoire Béla-Bartók (1964-1973) et fonde l'Orchestre de chambre baroque de Budapest et l'Ensemble Takács.
En 1973, il s'établit au Québec et devient professeur à l'Université du Québec à Montréal (UQAM) où il dirige aussi la chorale. Il enseigne également à l'Université McGill (1974–1978) et à l'Université d'Ottawa (1975–1978).
En 1982, il ressuscite la Société philharmonique de Montréal, association chorale et orchestrale dont il est directeur artistique. L'ensemble donne notamment la première en Amérique du premier mouvement de la Symphonie no 10 de Beethoven, en février 1990, reconstitué à partir d'esquisses par le musicologue britannique Barry Cooper — la première mondiale avait eu lieu à Londres en octobre 1988.
En tant que chef invité, Takács dirige entre autres l'Orchestre symphonique MAV de Budapest, l'Orchestre civique des jeunes de Montréal, l'Orchestre philharmonique de Debrecen, Hongrie, l'Orchestre de chambre de Paris, le San Remo Symphony, l' Hermitage Symphony Orchestra de St. Petersburg, le Cairo Opera d'Égypte et le Kwangju State Symphony Orchestra en Corée du Sud. Il dirige également des ensembles au Carnegie Hall et à la Salle Pleyel à Paris et participe au Pecs International Festival en Hongrie et au Constantin Silvestri International Festival en Roumanie. Comme chef de chœur, il dirige notamment le Chœur polyphonique de Montréal et le Chœur Guillaume-Couture. Il est également un ardent promoteur de la musique et de la méthode de Zoltán Kodály et il donne des ateliers dans différentes sections de la Société Kodály au Canada.
On peut l'entendre à la tête d'ensembles à la station radio MRT à Budapest, à l'ORTF à Paris et aux réseaux français et anglais de la SRC.
Takács reçoit le Prix du Gouverneur général en 1992 et le Pro Cultura Hungarica Award du gouvernement hongrois.
Il dirige le Chœur de l'UQAM jusqu'au 18 avril 2014.